# Adelaide Hills Council
Adelaide Hills Council is een Local Government Area (LGA) in de Australische deelstaat Zuid-Australië.